# Uładzisłau Kulesz
Uładzisłau Wiaczasławawicz Kulesz biał. Уладзіслаў Вячаслававіч Кулеш (ur. 28 maja 1996 w Homlu) – białoruski piłkarz ręczny, lewy rozgrywający, od 2022 zawodnik  TSV Hannover-Burgdorf.

## Kariera sportowa
W latach 2013–2018 był graczem SKA Mińsk, z którym zdobył pięć srebrnych medali mistrzostw Białorusi. W sezonie 2013/2014, w którym rozegrał osiem meczów i zdobył 31 goli, oraz w sezonie 2014/2015, w którym rzucił 23 bramki w ośmiu spotkaniach, triumfował ze swoim zespołem w Baltic Handball League. W barwach SKA Mińsk grał ponadto w sezonach 2015/2016 (48 bramek) i 2017/2018 (75 goli) w fazie grupowej Pucharu EHF.
W lipcu 2018 został zawodnikiem Vive Kielce, z którym podpisał pięcioletni kontrakt (informację o transferze ogłoszono na początku kwietnia 2018; według mediów zainteresowanie jego pozyskaniem wyrażały również w tym czasie Wardar Skopje i Füchse Berlin). Do kieleckiego zespołu, ze względu na problemy z uzyskaniem wizy, dołączył dopiero w sierpniu 2018. Pod koniec tego samego miesiąca na jednym z treningów doznał kontuzji polegającej na zwichnięciu głowy kości strzałkowej, która wykluczyła go z gry na blisko jedenaście tygodni. W Vive zadebiutował 13 listopada 2018 w wygranym meczu Superligi ze Stalą Mielec (35:28).
W 2014 uczestniczył w mistrzostwach Europy U-18 w Polsce, podczas których rozegrał siedem meczów i zdobył 11 goli. W 2015 wystąpił w mistrzostwach świata U-21 w Brazylii, w których rzucił 12 bramek w dziewięciu meczach.
W reprezentacji Białorusi zadebiutował w 2015. W 2016 uczestniczył w mistrzostwach Europy w Polsce, w których zdobył 10 goli. W 2017 wystąpił w mistrzostwach świata we Francji, podczas których rzucił 17 bramek. W 2018 brał udział w mistrzostwach Europy w Chorwacji, w których rozegrał sześć meczów i zdobył 19 goli.

## Sukcesy
SKA Mińsk
- Baltic Handball League: 2013/2014, 2014/2015

Vive Kielce
- Puchar Polski: 2018/2019